# Caponga da Bernarda
Caponga da Bernarda é um distrito do município brasileiro de Aquiraz, no Litoral Sul da Região Metropolitana de Fortaleza no estado do Ceará. De acordo com o Instituto Brasileiro de Geografia e Estatística(IBGE), sua população no ano de 2010 era de 2 038 habitantes, sendo 1 004 mulheres e 1 034 homens, possuindo um total de 440 domicílios particulares.  Foi criado Pela Lei Municipal n.º 1.1474, de 06 de julho de 1988,
o distrito de Caponga da Bernarda e anexado ao município de Aquiraz.

## Subdivisões do distrito
- Vila Nova (Aquiraz), Sítio Ferreiro, Preaoca, Serra Verde, Sítio Quintas, Vila São Francisco, Meroveu.